# Kaciaryna Wasiluczak
Kaciaryna Iliniczna Wasiluczak (biał. Кацярына Ільінічна Васілючак, ros. Екатерина Ильинична Василючек, Jekatierina Iljiniczna Wasiluczek; ur. 1 lutego 1949 w Pierwomajskim w rejonie poczepskim) – białoruska polityk i inżynier budownictwa, w latach 1997–2000 członkini Rady Republiki Zgromadzenia Narodowego Republiki Białorusi I kadencji.

## Życiorys
Urodziła się 1 lutego 1949 roku w osadzie Pierwomajskij, w rejonie poczepskim obwodu briańskiego Rosyjskiej FSRR, ZSRR. W 1976 roku ukończyła Briański Instytut Technologiczny, uzyskując wykształcenie inżynier budownictwa. W latach 1969–1993 pracowała jako mistrzyni, inżynier, kierowniczka badawczej stacji normalizacji, kierowniczka działu organizacji i normowania czasu pracy i wynagrodzenia, kierowniczka działu planowania i zatrudnienia. Od 1993 roku pełniła funkcję zastępczyni dyrektora ds. ekonomii Zjednoczenia Budowlanego Nr 19 w Lidzie.
13 stycznia 1997 roku została członkinią nowo utworzonej Rady Republiki Zgromadzenia Narodowego Republiki Białorusi I kadencji. Od 22 stycznia pełniła w niej funkcję członkini Komisji ds. Ekonomiki, Budżetu i Finansów. Jej kadencja w Radzie Republiki zakończyła się 19 grudnia 2000 roku.

## Życie prywatne
Kaciaryna Wasiluczak jest wdową, ma dwoje dzieci.